# Toreno
Toreno est une commune d'Espagne dans la province de León, communauté autonome de Castille-et-León. Elle s'étend sur 103,53 km2 et comptait 3 381 habitants en 2015.

## Géographie

### Localisation et accès
Toreno est située au nord-oest de la province de León, dans la comarque de El Bierzo.
La route CL-631 (Ponferrada-Villablino) traverse la commune.
La route LE-463 relie à l'autoroute A-6 et Bembibre.

### Collectivités inframunicipales et villages
La municipalité est composée de douze villages regroupés en dix collectivités inframunicipales. Chacune de ces collectivités est régie par un conseil élu par les résidents.
| Collectivité inframunicipale | Population | Villages                                         |
| ---------------------------- | ---------- | ------------------------------------------------ |
| Librán                       | 51         |                                                  |
| Pardamaza                    | 37         |                                                  |
| Pradilla                     | 51         |                                                  |
| San Pedro Mallo              | 874        | Matarrosa del Sil Santa Leocadia San Pedro Mallo |
| Santa Marina del Sil         | 40         |                                                  |
| Tombrio de Abajo             | 210        |                                                  |
| Tombrio de Arriba            | 94         |                                                  |
| Toreno                       | 2011       |                                                  |
| Valdelaloba                  | 44         |                                                  |
| Villar de las Traviesas      | 69         |                                                  |

### Géologie et relief
La municipalité est dans les contreforts de la Sierra de Gistredo.
La hauteur minimale est de 620 mètres.
La hauteur maximale est de 1400 dans Pardamaza.

### Hydrographie
La rivière Sil traverse la commune du nord au sud.

## Économie
L'extraction du charbon domine la vie économique de la municipalité.

## Administration

### Administration municipale
Le nombre d'habitants de la commune étant compris entre 2000 et 5000, le nombre de membres du conseil municipal est de 11.
Depuis l'avènement de la démocratie en 1979, cinq maires se sont succédé à Toreno:
| Période   | Maire             | Étiquette |
| --------- | ----------------- | --------- |
| 1979-1991 | José Luis Merino  | PSOE      |
| 1991-1995 | Ángel Velasco     | PP        |
| 1995-1999 | Demetrio Martínez | PSOE      |
| 1999-2003 | Ángel Velasco     | PP        |
| 2003-2007 | Pedro Muñoz       | UPL       |
| 2007-2015 | Pedro Muñoz       | PP        |
| 2015-2019 | Laureano González | PSOE      |

### Administration judiciaire
La commune est attachée à l'arrondissement judiciarie de Ponferrada.
Dans la municipalité est basé un Juge de Paix.

## Équipements et services

### Transports en commun
La desserte ferroviaire pour voyageurs de Toreno par le chemin de fer de Ponferrada à Villablino a disparu en 1980. Dans la commune, il avait deux gares (Toreno et Matarrosa) et deux haltes (Pradilla et Santa Marina).
La commune est desservie par quatre lignes de bus:
1. -Ponferrada-Toreno-Vega de Espinareda exploité par Autos Pelines.
2. -Ponferrada-Villablino-Cabrillanes exploité par ALSA.
3. -Vega de Espinareda-Bembibre-Astorga-León exploité par ALSA.
4. -Luarca-Cangas del Narcea-Ponferrada-Madrid exploité par ALSA.

### Enseignement
Il y a deux écoles primaires, CEIP Santa Bárbara en Matarrosa del Sil y CEIP Valladares Rodríguez en Toreno.
L'offre de formation est complétée par l'école secondaire La Gándara en Toreno.